# Maxillarieae
Tribu
Classification phylogénétique
Maxillarieae est une tribu de la sous-famille des Epidendroideae, dans la famille des Orchidaceae.

## Description et biologie[1]
Cette tribu forme un groupe monophylétique ayant pour genre type, le genre Maxillaria. De façon simplifiée, on peut considérer que l'ensemble des genres citées dans les huit sous-tribus ci -dessous ont des caractéristiques génétiques ou morphologiques communes. On peut donc supposer que le genre Maxillaria est le plus ancien, qu'il a ensuite évolué en fonction de son habitat pour donner les huit genres représentatifs de chaque sous-tribu et que ces derniers se sont également adaptés pour donner l'ensemble des genres présents dans cette tribu.

## Liste des sous-tribus et des genres selonNCBI(27 avr. 2011)[2]
La classification phylogénétique sépare cette tribu en sept sous-tribus. Il existait une huitième sous-tribu, les Eriopsidinae qui a été reclassée au sein de la tribu Cymbidieae depuis 2003.

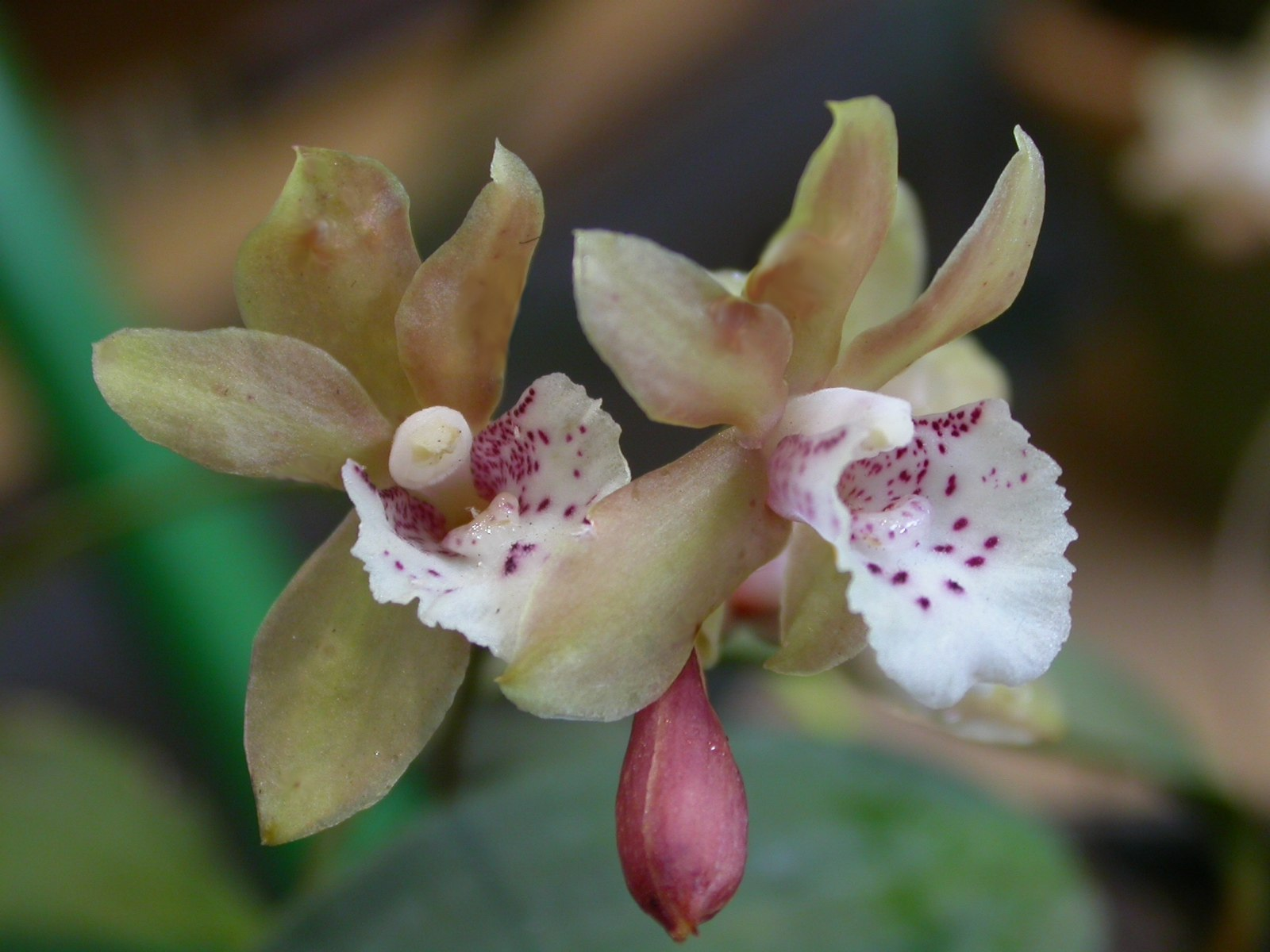
Bifrenariinae: Bifrenaria silvana
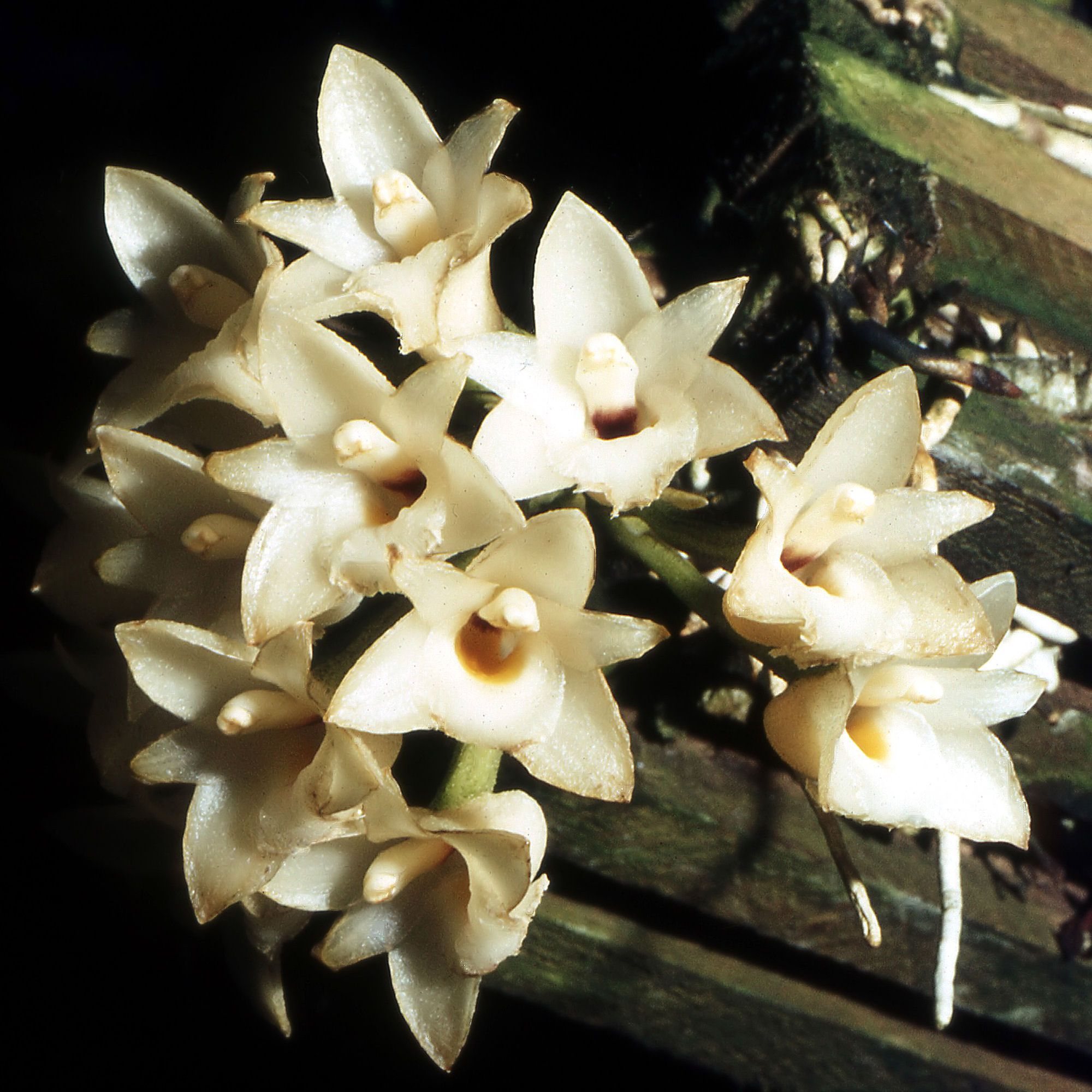
Coeliopsidinae: Coeliopsis hyacinthosma
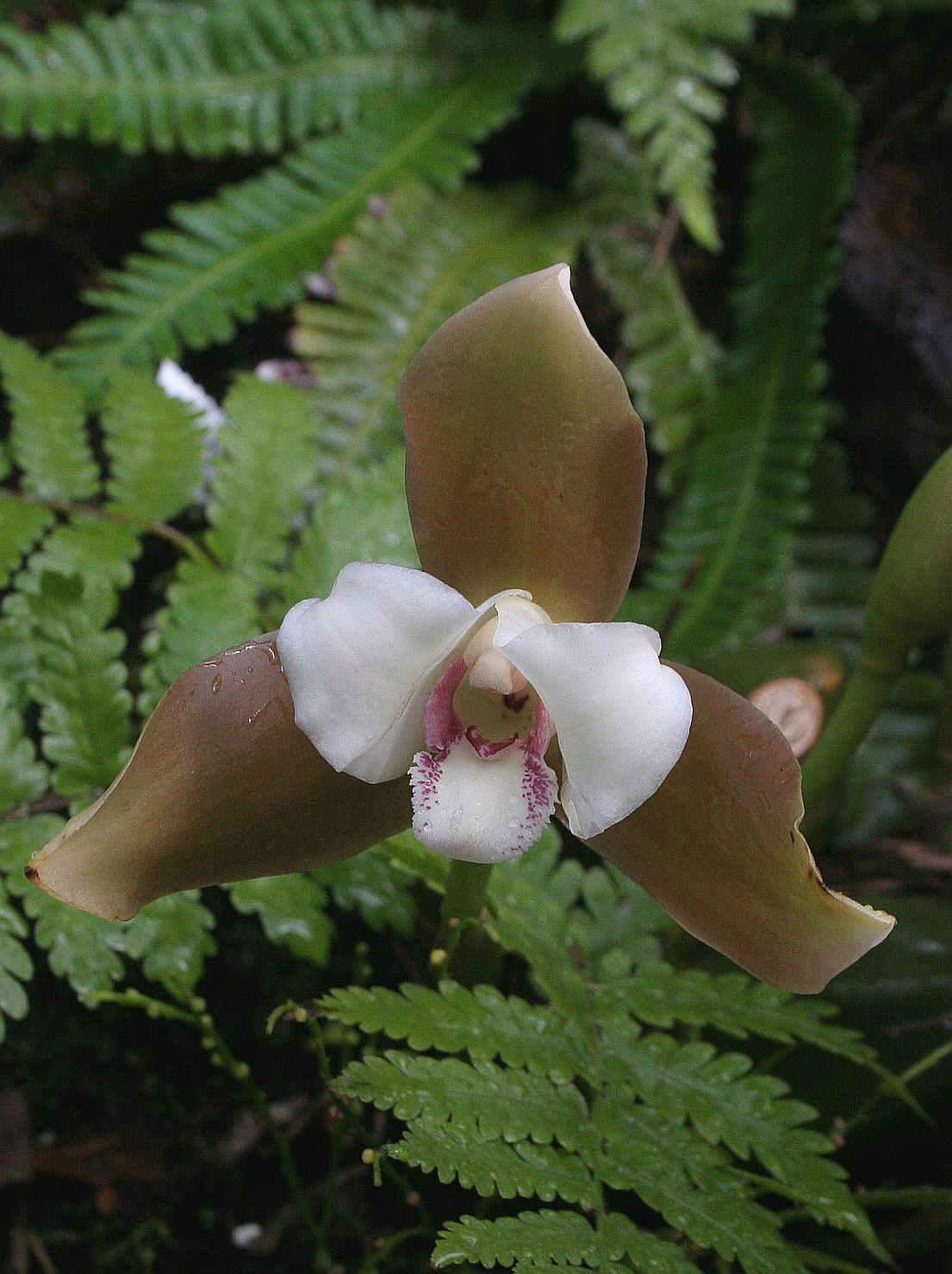
Lycastinae: Lycaste powellii
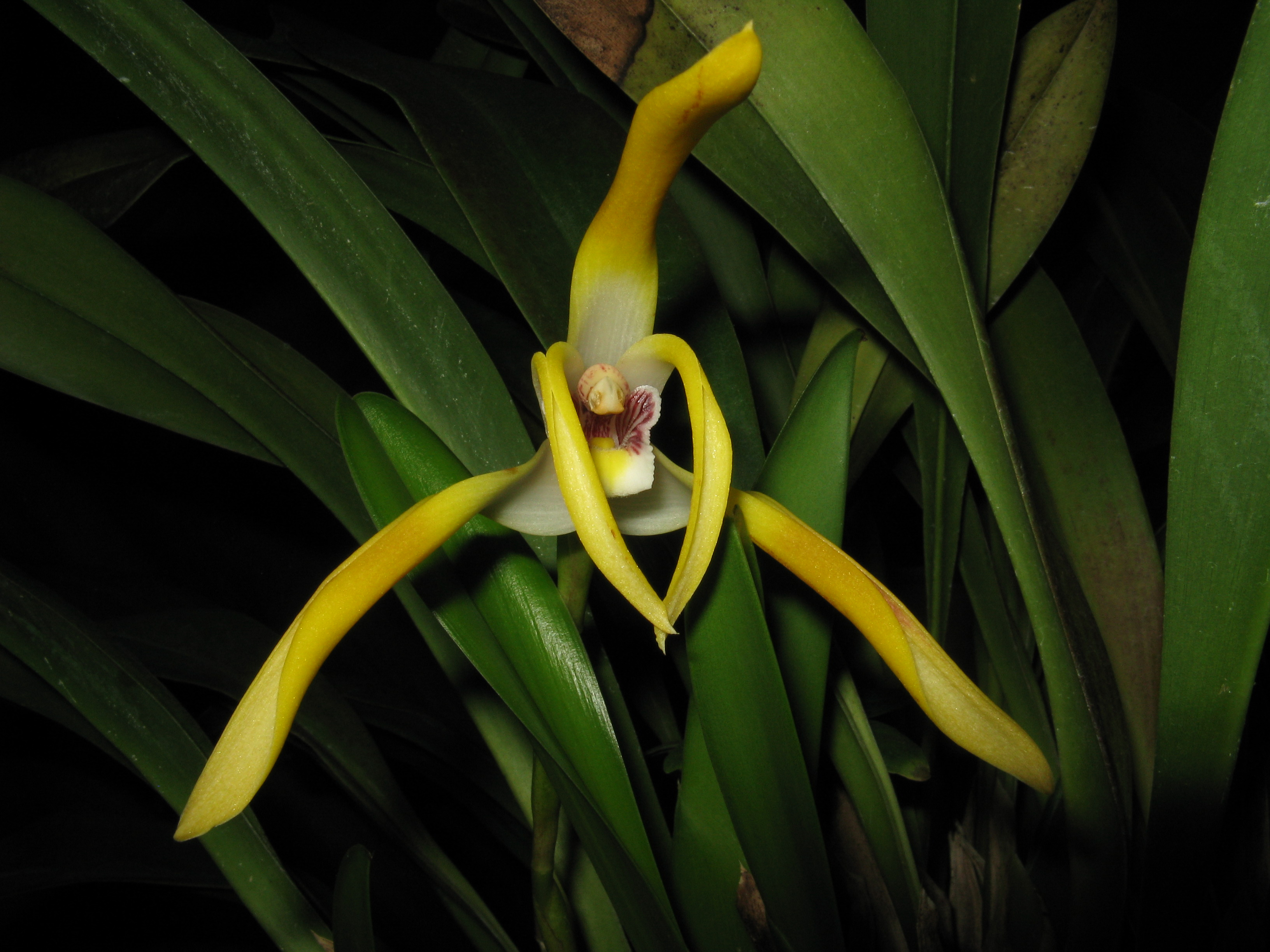
Maxillariinae: Maxillaria triloris
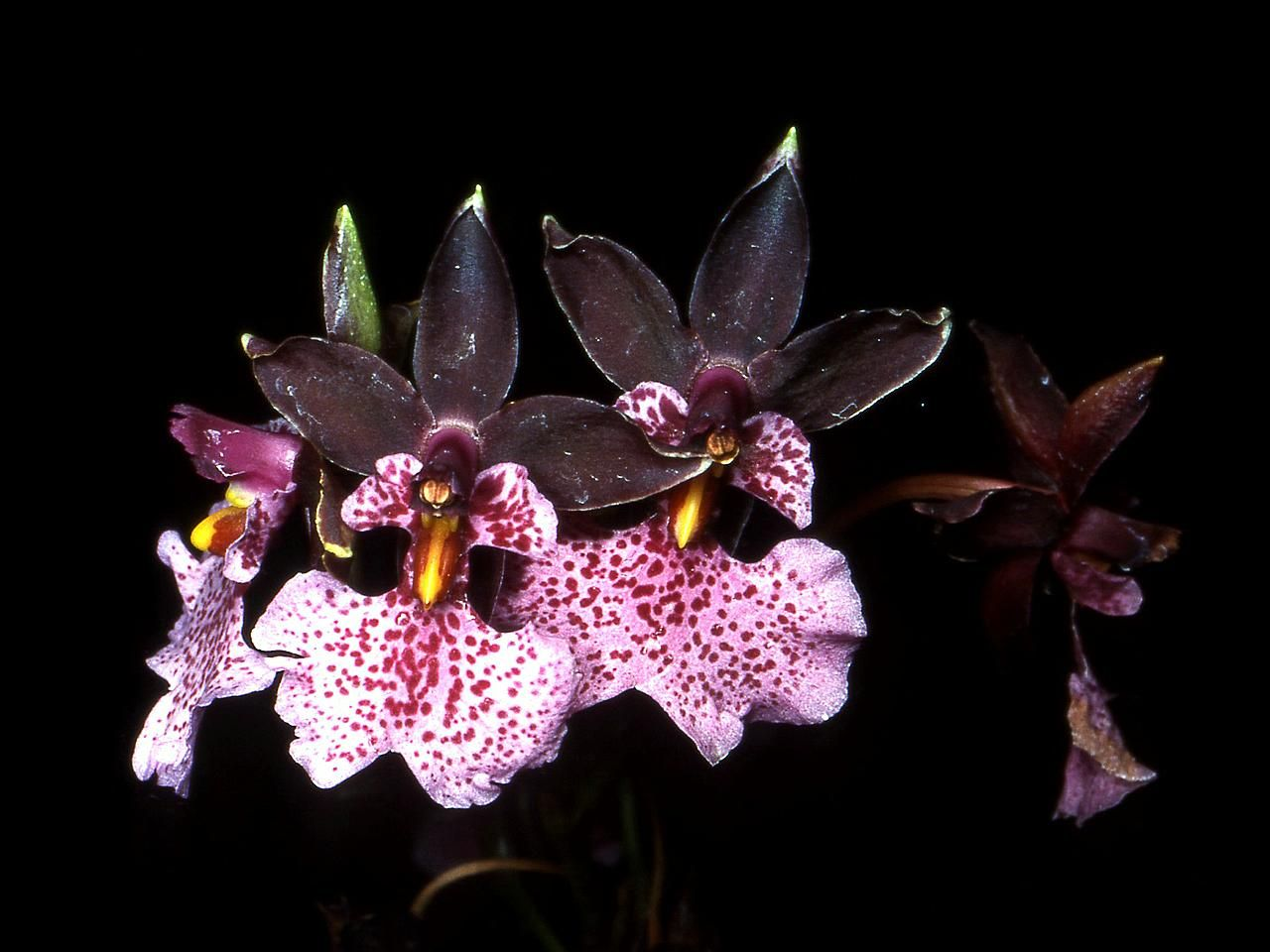
Oncidiinae: Oncidium nubigenum
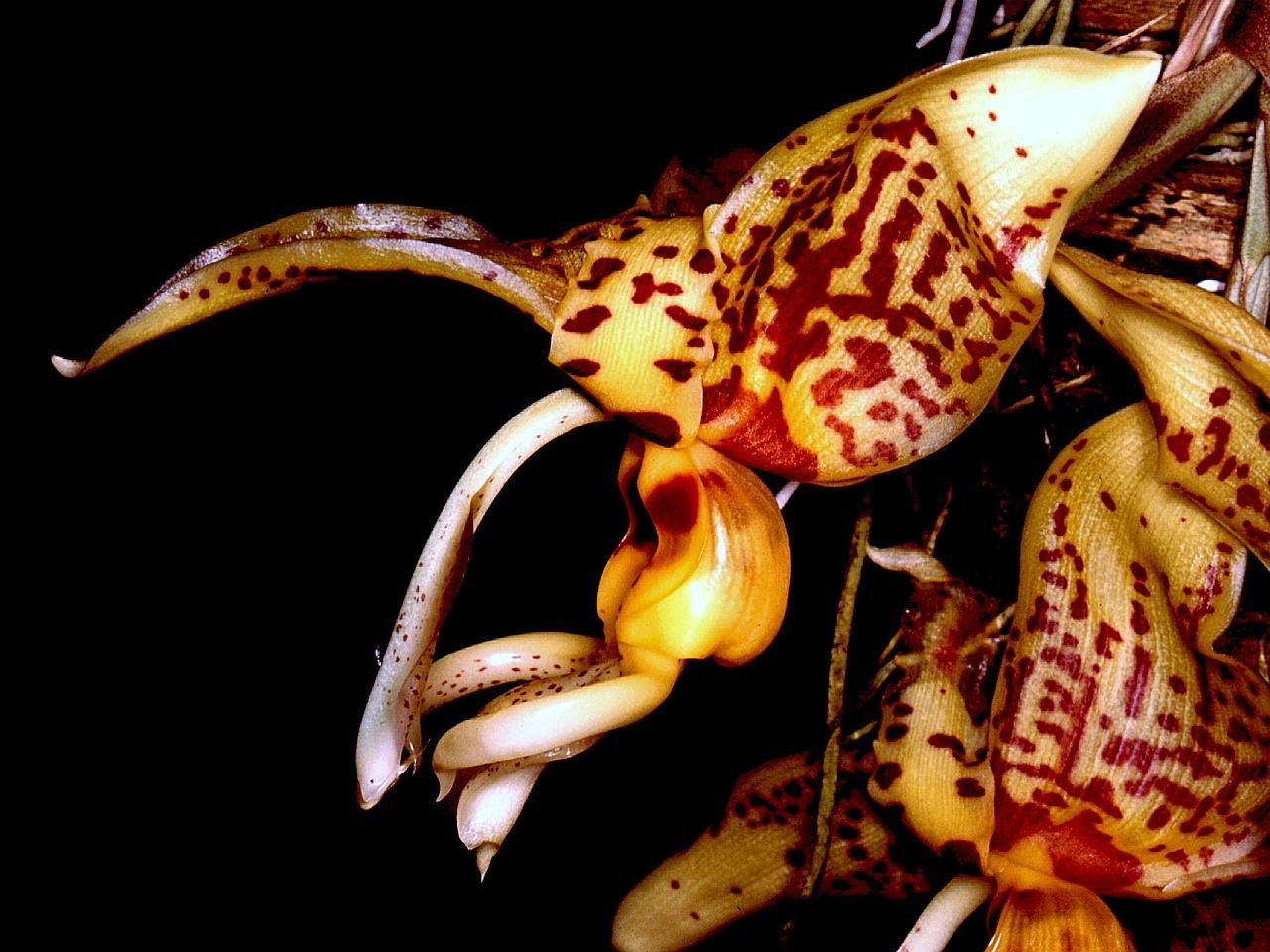
Stanhopeinae: Stanhopea shuttleworthii
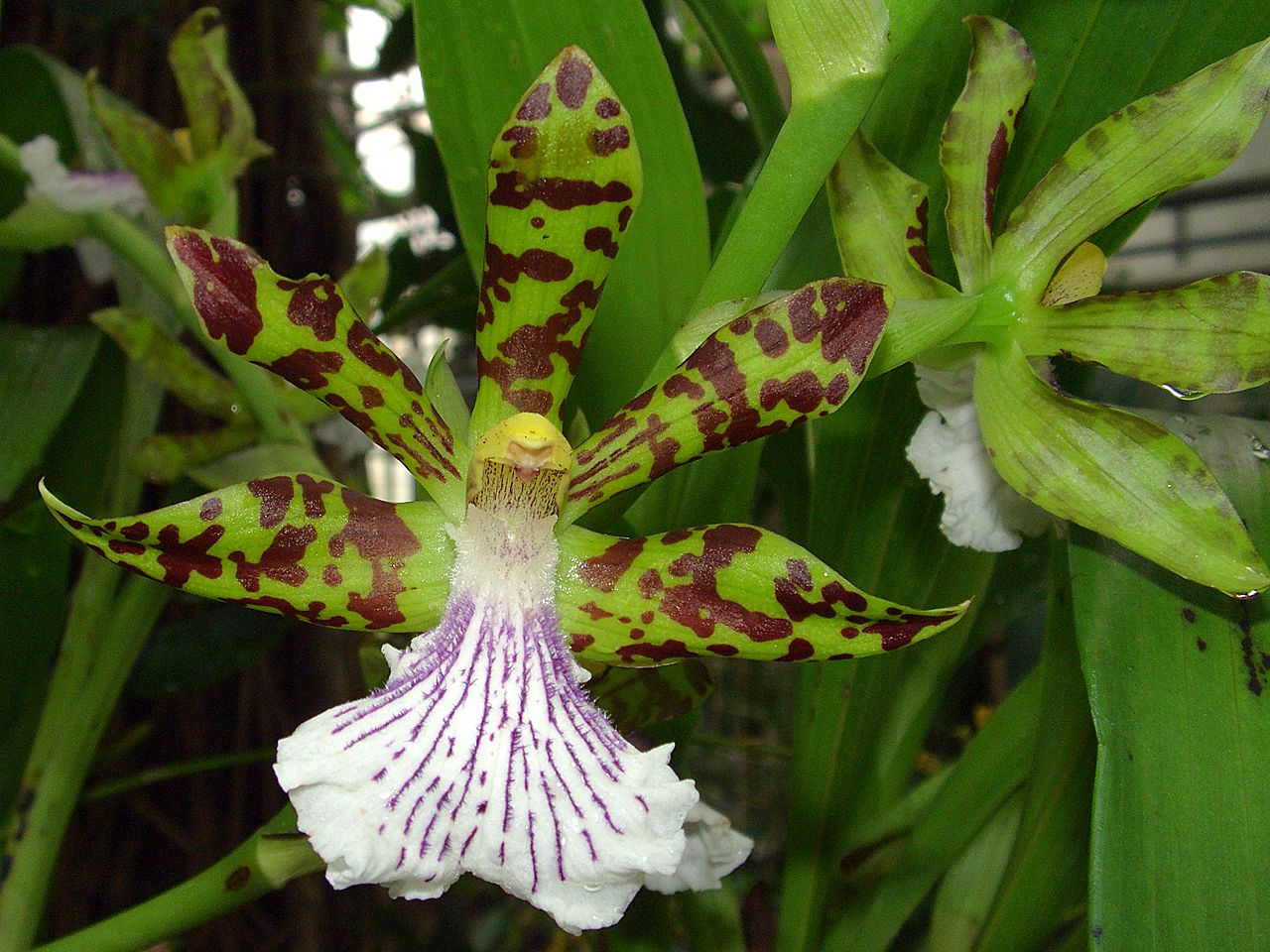
Zygopetalinae: Zygopetalum crinitum

### Sous-tribuBifrenariinaeDressler(1979)[3].
- Adipe Raf. (1837)[4].
- Bifrenaria Lindl. (1832).
- Hylaeorchis Carnevali & G.A.Romero (2000).
- Rudolfiella Hoehne(1944).
- Teuscheria Garay (1958).

### Sous-tribuCoeliopsidinaeSzlach.(1995).
- Coeliopsis Rchb.f. (1872).
- Lycomormium Rchb.f. (1852).
- Peristeria Hook. (1831).

### Sous-tribuLycastinaeSchltr.(1926).
- Anguloa Ruiz & Pav. (1794).
- Ida A.Ryan & Oakeley (2003)[5].
- Lycaste Lindl. (1843).
- Neomoorea Rolfe (1904).
- Xylobium Lindl. (1825).

### Sous-tribuMaxillariinaeBenth.(1881)[6],[7].
- Anthosiphon Schltr. (1920)[8].
- Brasiliorchis R.B.Singer, S.Koehler & Carnevali (2007).
- Camaridium Lindl. (1824).
- Christensonella Szlach. (2006).
- Chrysocycnis Linden & Rchb.f. (1854)[9].
- Cryptocentrum Benth. (1881).
- Cyrtidiorchis Rauschert (1982).
- Heterotaxis Lindl. (1826).
- Inti M.A.Blanco (2007).
- Maxillaria Ruiz & Pav. (1794).
- Mormolyca Fenzl (1850).
- Ornithidium Salisb. ex R.Br. (1813).
- Pityphyllum Schltr. (1920).
- Sepalosaccus Schltr. (1923)[10].
- Trigonidium Lindl. (1837).

### Sous-tribuOncidiinaeBenth.(1881).
73 genres dont sept genres ambigus considérés comme des synonymes par les jardins botaniques royaux de Kew. (Cf Références)
- Ada Lindl. (1853).
- Aspasia Lindl. (1833).
- Brachtia Rchb.f. (1850).
- Brassia R.Br. in W.T.Aiton (1813).
- Capanemia Barb.Rodr. (1877).
- Caucaea Schltr. (1920).
- Chelyorchis Dressler & N.H.Williams (2000)[11].
- Chytroglossa Rchb.f. (1863).
- Cischweinfia Dressler & N.H.Williams (1970).
- Cochlioda Lindl. (1853).
- Comparettia Poepp. & Endl. (1836).
- Cuitlauzina Lex. (1825).
- Cyrtochiloides N.H.Williams & M.W.Chase (2001).
- Cyrtochilum Kunth (1816).
- Eloyella P.Ortiz (1979).
- Erycina Lindl. (1853).
- Fernandezia Ruiz & Pav. (1794).
- Gomesa R.Br. (1815).
- Grandiphyllum Docha Neto (2006).
- Helcia Lindl. (1845)[12].
- Hintonella Ames (1938).
- Hirtzia Dodson (1984)[13].
- Hofmeisterella Rchb.f. (1852).
- Ionopsis Kunth (1816).
- Leochilus Knowles & Westc. (1838).
- Lockhartia Hook. (1827).
- Macradenia R.Br. (1822).
- Macroclinium Barb.Rodr. ex Pfitz.  (1889).
- Mesoglossum Halb. (1982).
- Mesospinidium Rchb.f. (1852).
- Miltonia Lindl. (1837).
- Miltonioides Brieger & Lückel (1983)[14].
- Miltoniopsis God.-Leb. (1889).
- Nohawilliamsia M.W.Chase (2009).
- Notylia Lindl. (1825).
- Notyliopsis P.Ortiz (1996).
- Odontoglossum Kunth (1816).
- Oliveriana Rchb.f. (1876).
- Oncidium Sw. (1800).
- Ornithocephalus Hook. (1824).
- Otoglossum (Schltr.) Garay & Dunst. (1976).
- Pachyphyllum Kunth (1816).
- Phymatidium Lindl. (1833).
- Plectrophora H.Focke (1848).
- Polyotidium Garay (1958).
- Psychopsis Raf. (1838).
- Pterostemma Kraenzl. (1899).
- Raycadenco Dodson (1989).
- Rhynchostele Rchb.f. (1852).
- Rodriguezia Ruiz & Pav. (1794).
- Rossioglossum (Schltr.) Garay & G.C.Kenn. (1976).
- Saundersia Rchb.f. (1866).
- Scelochilus Klotzsch (1841).
- Schunkea Senghas (1994).
- Seegeriella Senghas (1997).
- Sigmatostalix Rchb.f. (1852).
- Solenidium Lindl. (1846).
- Sphyrastylis Schltr. (1920)[15].
- Stictophyllorchis Dodson & Carnevali (1993)[16].
- Sutrina Lindl. (1842).
- Symphyglossum Schltr. (1919)[17].
- Systeloglossum Schltr. (1923).
- Telipogon Kunth (1816).
- Thysanoglossa Porto & Brade (1938 publ. 1940).
- Tolumnia Raf. (1837).
- Trichocentrum Poepp. & Endl. (1836).
- Trichoceros Kunth (1816).
- Trichopilia Lindl. (1836).
- Trizeuxis Lindl. (1821).
- Vitekorchis Romowicz & Szlach. (2006).
- Warmingia Rchb.f. (1881).
- Zelenkoa M.W.Chase & N.H.Williams (2001).
- Zygostates Lindl. (1837).

### Sous-tribuStanhopeinaeBenth.(1881).
19 genres sans genre ambigu.
- Acineta Lindl. (1843).
- Braemia Jenny (1985).
- Cirrhaea Lindl. (1825).
- Coryanthes Hook. (1831).
- Embreea Dodson (1980).
- Gongora Ruiz & Pav. (1794).
- Horichia Jenny (1981).
- Houlletia Brongn. (1841).
- Kegeliella Mansf. (1934).
- Lacaena Lindl. (1843).
- Lueddemannia Linden & Rchb.f. (1854).
- Paphinia Lindl. (1843).
- Polycycnis Rchb.f. (1855).
- Schlimmia Planch. & Linden (1852)[18].
- Sievekingia Rchb.f. (1871).
- Soterosanthus F.Lehm. ex Jenny (1986).
- Stanhopea Frost (1829).
- Trevoria Lehm. (1897).
- Vasqueziella Dodson (1982).

### Sous-tribuZygopetalinaeSchltr.(1926).
- Acacallis Lindl. (1853)[19].
- Aetheorhyncha Dressler (2005).
- Aganisia Lindl. (1839).
- Batemania  Endl. (1837)[20].
- Benzingia Dodson (2010).
- Chaubardia Rchb.f. (1852).
- Chaubardiella Garay (1969).
- Chondrorhyncha Lindl. (1846).
- Chondroscaphe (Dressler) Senghas & G.Gerlach (1993).
- Cochleanthes Raf. (1837).
- Cryptarrhena R.Br. (1816).
- Daiotyla Dressler (2005).
- Dichaea Lindl. (1833).
- Echinorhyncha Dressler (2005).
- Euryblema Dressler (2005).
- Galeottia A.Rich. (1845).
- Huntleya Bateman ex Lindl. (1837).
- Ixyophora Dressler (2005).
- Kefersteinia Rchb.f. (1852).
- Koellensteinia Rchb.f. (1854).
- Neogardneria Schltr. ex Garay (1973).
- Otostylis Schltr. (1918).
- Pabstia Garay (1973).
- Paradisanthus Rchb.f. (1852).
- Pescatoria Rchb.f. (1852).
- Promenaea Lindl. (1843).
- Scuticaria Lindl. (1843).
- Stenia Lindl. (1837).
- Stenotyla Dressler (2005).
- Warczewiczella Rchb.f. (1852).
- Warrea Lindl. (1843).
- Warreopsis Garay (1973).
- Zygopetalum Hook. (1827).
- Zygosepalum Rchb.f. (1859).